# Real Zaragoza 1989-1990
Questa voce raccoglie le informazioni riguardanti il Real Zaragoza nelle competizioni ufficiali della stagione 1989-1990

## Stagione
Per questa stagione, viene confermato in panchina il serbo Radomir Antić.
In virtù del quinto posto nel campionato precedente, il Real Saragozza partecipa alla Coppa UEFA.Dopo aver eliminato ai trentaduesimi di finale i ciprioti dell'Apollōn Limassol, viene eliminato ai sedicesimi dai tedeschi dell'Amburgo.
In Coppa del Re la squadra aragonese viene eliminata ai quarti dal Valencia, dopo aver sconfitto il Real Oviedo agli ottavi.
In campionato la squadra concluderà al nono posto.

## Rosa
| N. |                     | Ruolo | Calciatore                        |
| -- | ------------------- | ----- | --------------------------------- |
|    | Paraguay (bandiera) | P     | José Luis Chilavert               |
|    | Spagna (bandiera)   | P     | Andoni Cedrún                     |
|    | Spagna (bandiera)   | P     | Laureano Echevarría               |
|    | Spagna (bandiera)   | P     | Manuel Ruiz Pérez                 |
|    | Spagna (bandiera)   | D     | Alberto Belsué                    |
|    | Spagna (bandiera)   | D     | Pablo Alfaro                      |
|    | Spagna (bandiera)   | D     | Francisco Javier Pérez Villarroya |
|    | Spagna (bandiera)   | D     | Juanito                           |
|    | Spagna (bandiera)   | D     | Isidro Villanova                  |
|    | Spagna (bandiera)   | D     | Alfonso Fraile                    |
|    | Spagna (bandiera)   | D     | Narcís Julià                      |
|    | Spagna (bandiera)   | D     | Jesús Glaría Yetano               |

| N. |                     | Ruolo | Calciatore          |
| -- | ------------------- | ----- | ------------------- |
|    | Spagna (bandiera)   | D     | Jesús Tejero        |
|    | Spagna (bandiera)   | D     | Tomás Ismael Blesa  |
|    | Spagna (bandiera)   | C     | Juan Antonio Señor  |
|    | Spagna (bandiera)   | C     | Pascual Sanz        |
|    | Spagna (bandiera)   | C     | Juan Vizcaíno       |
|    | Perù (bandiera)     | C     | Luis Alberto Redher |
|    | Spagna (bandiera)   | A     | Miguel Pardeza      |
|    | Spagna (bandiera)   | A     | Salillas            |
|    | Spagna (bandiera)   | A     | Roberto Elvira      |
|    | Bulgaria (bandiera) | A     | Nasko Sirakov       |
|    | Spagna (bandiera)   | A     | Francisco Higuera   |